# Беронов мегафилум
Бероновите мегафилуми (Megaphyllum beroni) са вид диплоподи от семейство Julidae.
Таксонът е описан за пръв път от К. Щрасер през 1973 година. Наречен е на българския зоолог Петър Берон, който няколко години преди това открива типовия екземпляр в пещерата „Дяволското гърло“. Видът е включен в Червената книга на България.